# Marionina singula
Marionina singula är en ringmaskart som beskrevs av Ude 1896. Marionina singula ingår i släktet Marionina och familjen småringmaskar. Inga underarter finns listade i Catalogue of Life.